# 宇部市立原小学校
宇部市立原小学校（うべしりつはらしょうがっこう）は、山口県宇部市大字東須恵にある公立小学校。

## 概要
西日本旅客鉄道（JR西日本）小野田線の妻崎駅より南に約400mの高台に位置する。瀬戸内海、厚東川、竜王山 (山口県)が展望できる環境となっている。
宇部市立厚南小学校の児童数の増加に伴い分教場が設けられ、1943年（昭和18年）に開校した。

## 沿革
- 1901年（明治34年）4月1日 - 厚南小学校分教場として開校。
- 1908年（明治41年）7月1日 - 厚南尋常小学校原分教場と改名。
- 1943年（昭和18年）4月8日 - 宇部市立原国民学校として開校。
- 1947年（昭和22年）4月1日 - 宇部市立原小学校と改称。
- 1948年（昭和23年）10月9日 - 開校5周年記念式典。
- 1975年（昭和50年）4月1日 - 宇部市研究推進校指定。
- 1995年（平成7年）4月1日 - 福祉教育推進モデル指定。

## 最寄駅
- 西日本旅客鉄道（JR西日本）小野田線 妻崎駅

## 著名な出身者
- 三戸舜介（サッカー選手）